# 圣皮埃尔德克莱拉克
圣皮埃尔-德克莱拉克（法語：Saint-Pierre-de-Clairac，法語發音：[sɛ̃ pjɛʁ də klɛʁak]）是法国洛特-加龙省的一个市镇，位于该省东南部，省会阿让市区以东约13公里，属于阿让区和阿让城市圈公共社区。

## 地理
圣皮埃尔-德克莱拉克（44°10'46"N, 0°45'39"E）面积13.15 平方千米，位于法国新阿基坦大区洛特-加龍省，该省份为法国西南部内陆省份，北起多爾多涅省，西接吉倫特省和朗德省，南至热尔省，东临塔恩-加龙省和洛特省。
与圣皮埃尔-德克莱拉克接壤的市镇（或旧市镇、城区）包括：卡斯泰尔屈利耶、拉福克斯、皮米罗勒、圣卡普赖德莱尔姆、圣让德蒂拉克、圣罗曼勒诺布勒。
圣皮埃尔-德克莱拉克的时区为UTC+01:00、UTC+02:00（夏令时）。

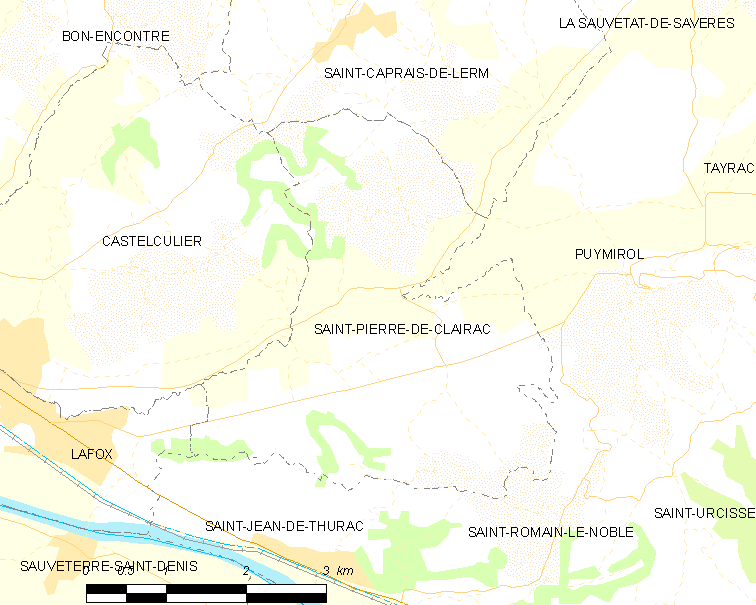
圣皮埃尔-德克莱拉克的OSM定位图

## 行政
圣皮埃尔-德克莱拉克的邮政编码为47270，INSEE市镇编码为47269。

## 政治
圣皮埃尔-德克莱拉克所属的省级选区为东南阿日奈县。

## 人口

1962-2008年间圣皮埃尔-德克莱拉克人口变化图示

圣皮埃尔-德克莱拉克于2022年1月1日时的人口数量为871人。

## 交通
洛特-加龙省省道D16线和D251线经过圣皮埃尔-德克莱拉克。